# Nek Chand
Nek Chand (Lahore, 15 dicembre 1924 – Chandigarh, 12 giugno 2015) è stato uno scultore indiano.

## Biografia

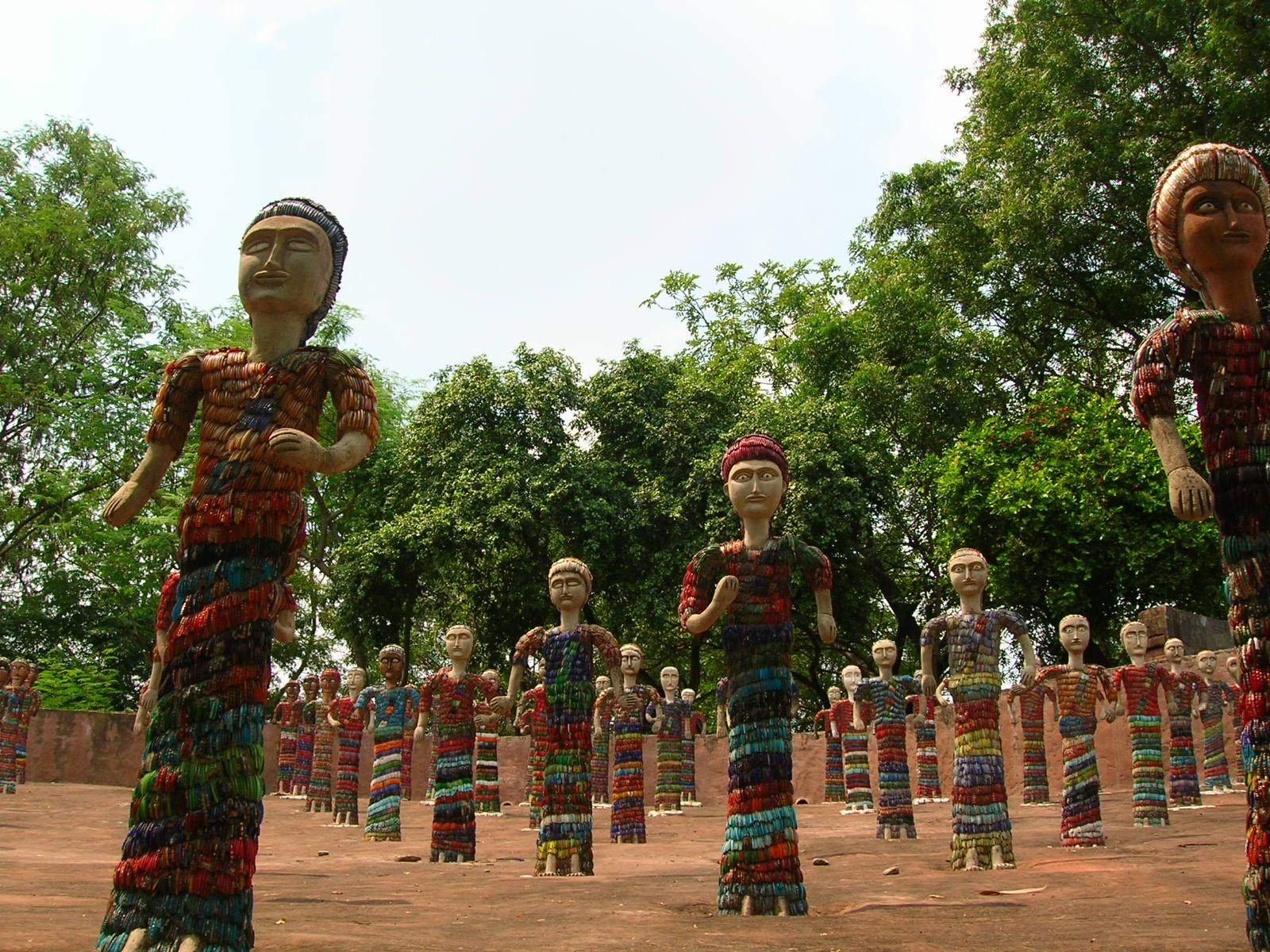
Alcune delle statue del Giardino delle Pietre

Nato nell'attuale Pakistan, emigrò in India dopo la spartizione del 1947 e trovò lavoro presso l'amministrazione pubblica come responsabile delle strade di Chandigarh. Ogni giorno, girando in bicicletta, raccoglieva materiale di risulta dalle demolizioni e dai cantieri in cui venivano costruiti gli edifici progettati dall'architetto Le Corbusier per l'edificazione della nuova città: soprattutto pezzi di ceramica o di acciaio e materiale elettrico. Con questi Chand realizzava piccole e fantasiose sculture raffiguranti prevalentemente figure umane e animali e le depositava in un'area urbana allora poco frequentata.
Nel 1975 le autorità indiane scoprirono questo museo abusivo e decisero di conservarlo e valorizzarlo. Nel 1976 nacque così il Giardino delle Pietre (Rock Garden), che è diventato una delle maggiori attrazioni turistiche dell'India settentrionale.